# Balanç de l'enllaç
El balanç de l'enllaç (en anglès link budget), en electrònica, és la suma de tots els guanys i pèrdues des del transmissor, a través del mitjà (espai, cable, fibra, etc) i fins al receptor en un sistema de telecomunicacions.
Un balanç d'enllaç simple seria:
Potència rebuda (dB) = Potència tramesa (dB) + Guanys (dB) - Pèrdues (dB)
Un balanç d'enllaç més complet (tenint en compte antenes i altres pèrdues):
{\displaystyle Prx=Ptx+Gtx-Ltx-Lfs-Lm+Grx-Lrx}
on:
{\displaystyle Prx} = potència rebuda (dBm)
{\displaystyle Ptx} = potència transmesa (dBm)
{\displaystyle Gtx} = guany de l'antena del transmissor (dBi)
{\displaystyle Ltx} = pèrdues del transmissor (coaxial, connectors…) (dB)
{\displaystyle Lfs} = pèrdues del mitjà, normalment espai lliure (dB)
{\displaystyle Lm} = pèrdues diverses (marge d'interferències, desadaptació de polarització, altres pèrdues...) (dB)
{\displaystyle Grx} = guany de l'antena del receptor (dBi)
{\displaystyle Lrx} = pèrdues del receptor (coaxial, connectors...) (dB)